# Tadeusz Buranowski
Tadeusz Buranowski (ur. 25 lutego 1947 w Borysławiu, zm. 27 maja 2016) – polski działacz związkowy oraz działacz opozycji antykomunistycznej z okresu Polskiej Rzeczypospolitej Ludowej.

## Życiorys
W 1963 ukończył Zasadniczą Szkołę Zawodową w Gliwicach. Od 1966 był zatrudniony jako spawacz w tamtejszym Hutniczym Przedsiębiorstwie Remontowym. W latach 1980–1988 był członkiem NSZZ „Solidarność”, należał również do Konfederacji Polski Niepodległej. Uczestnik strajku w Hucie Katowice w sierpniu 1980. Następnie działał w gliwickich strukturach Związku: przewodniczył Komitetowi Założycielskiemu „Solidarności” w HPR Zakład nr 2 w Gliwicach, a w latach 1980–1981 pełnił funkcję wiceprzewodniczącego Komisji Zakładowej zakładu. W 1981 kierował Komisją Rewizyjną Komisji NSZZ „Solidarność” ds. Miasta Gliwice. Był delegatem I i II Walne Zebrane Delegatów Regionu Śląsko-Dąbrowskiego NSZZ. W 1981 został wybrany do Zarządu Regionu Śląsko-Dąbrowskiego, gdzie od sierpnia do października 1981 zasiadał w składzie Prezydium Zarządu, gdzie odpowiadał m.in. za sekcję plakatową oraz wybory do rad narodowych. 20 października 1981 został zatrzymany na katowickim Rynku za kolportaż wydawnictw podziemnych. Fakt ten wywołał kilkutysięczną demonstrację, skutkiem której został jeszcze tego samego dnia zwolniony.
Podczas stanu wojennego był internowany w okresie od 13 grudnia 1981 do 23 grudnia 1982. W tym okresie był przetrzymywany w areszcie MO w Katowicach oraz w ośrodkach odosobnienia w Zabrzu-Zaborzu, Nowym Łupkowie (dwukrotnie) oraz Rzeszowie-Załężu.
Po zakończeniu internowania został przywrócony do pracy w HPR Gliwice. W latach 90. XX wieku przez długi okres pozostawał bez pracy. Od 2001 przebywał na rencie. Udało mu się uzyskać odszkodowanie za okres internowania (niecałe 23 tys. zł). W 2011 został odznaczony Krzyżem Wolności i Solidarności.
Spoczywa w Czeladzi.